# Богуславка (метеорит)
Богусла́вка — железный метеорит, относящийся к гексаэдритам. Весом 256,78 кг. Упал 18 октября 1916 года в 11 часов 47 минут местного времени в 5 км от села Богуславка, в настоящее время село Пограничного района Приморского края России. Является одним из самых больших железных метеоритов, чьё падение наблюдалось.

## История обнаружения и изучения
В 11:47 местного времени, 18 октября 1916 года (старый стиль) в районе села Богуславка наблюдалось падение двух тел с характерными оптикозвуковым сопровождением. Спустя три дня они были обнаружены. Из-за особенностей поверхностей и его спайности тогда же было высказано предположение, что частей должно быть больше. В 1946 году Кринов высказал мнение, что частей должно быть три, но последнюю никогда не находили.
Химический состав метеорита определяли разные группы в 1962, 1964, 1966, 1967 годах. Траектория полёта была восстановлена в 1958 году Астаповичом.